# Stagno di Li Salineddi
Lo stagno di Li Salineddi è una zona umida situata in prossimità della costa nord-orientale della Sardegna.
Appartiene amministrativamente al comune di Budoni.